# Norman Endler
Norman S. Endler (1931–2003) – kanadyjski psycholog, profesor Uniwersytetu York w Toronto, współtwórca (wspólnie z Davidem Magnussonem) interakcjonizmu, a więc poglądu zgodnie z którym wkład w różnice indywidualne w zachowaniu (mierzone za pomocą analizy wariancji), ma nie tylko jednostka i nie tylko środowisko, lecz również interakcja między jednym i drugim.

## Ważniejsze dzieła
- Interactional psychology and personality (1976) (współautor: D. Magnusson)